# Lidzija Łysiuk
Lidzija Hlebauna Łysiuk (biał. Лідзія Глебаўна Лысюк, ros. Лидия Глебовна Лысюк Lidija Glebowna Łysiuk; ur. 27 stycznia 1955) – białoruska psycholog i psychoterapeuta.

## Życiorys
W 1977 roku ukończyła studia na Wydziale Psychologii Uniwersytetu Moskiewskiego, gdzie studiowała psychologię rozwojową. W roku 1982 obroniła pracę kandydacką, pisaną pod kierunkiem prof. S. Karpowej na katedrze Psychologii Rozwoju Człowieka. W roku 1997 na Białoruskim Państwowym Uniwersytecie Pedagogicznym im. Maksima Tanka uzyskała stopień doktora nauk (habilitację) za rozprawę na temat „Rozwój zdolności a tworzenie produktywnego celu przez dzieci w wieku 2–4 lat”.
Jest profesorem katedry psychologii rozwoju na Brzeskim Uniwersytecie Państwowym im. Aleksandra Puszkina. Wykłada także na Wydziale Pedagogiki i Psychologii Uniwersytetu w Białymstoku, gdzie zajmuje stanowisko kierownika Zakładu Psychologii Społecznej i Rozwoju Człowieka. Jednocześnie pracuje jako konsultant w prywatnym centrum psychologicznym. Co rok bierze udział w konferencjach na temat psychologii chrześcijańskiej. Jest autorką ok. 60 prac naukowych.

## Wybrane prace

### Publikacje książkowe
W języku rosyjskim
- Игра и нравственное развитие дошкольников. М.: Изд-во Моск. Ун-та, 1986. – 142 с. (Wspólnie z S. Karpową).
- Развитие целеполагания у детей 2-4 лет. - Брест, 1997. – 120 с.

W języku białoruskim
- Давайце гуляць разам / Пер.з рус.мовы А.М.Лапкоўскай,Н.А.Ляонавай. – Минск, Народная Асвета, 1995. – 78 с.

### Artykuły
W języku polskim
- Terapia osób uzależnionych jako przywracanie wolności // Międzynarodowa Konferencja naukowa „OBLICZA UZALEŻNIEŃ” (Wyższa Szkoła Ekonomii i Innowacji w Lublinie, Wydział Pedagogiki I Psychologii)

W języku angielskim
- Significance of games with a plot and role-taking in the development of moral behavior // Soviet Psychology, 1982, v. 21, N 1. (Wspólnie z S. Karpową).

W języku rosyjskim
- Эмпирическая классификация случаев обращения клиентов к психологу-консультанту// Псiхалогия. № 3, 2001. – С. 70-83.
- Концепция человека с точки зрения клиентов белорусского психолога-консультанта// Псiхалогия. № 1, 2003. – С. 3-18.
- О Четвертом международном конгрессе психотерапии и душепопечения. – Московский психотерапевтический журнал, № 1, 2004, стр. 190-192.
- Христианская модель семьи как основа семейного консультирования[8]. – Московский психотерапевтический журнал, № 4, 2004, стр. 65-78.
- О возможностях обретения смыла в критических жизненных ситуациях[9]. – Московский психотерапевтический журнал, № 3, 2007, стр. 166-175.